# Luftfahrthindernis

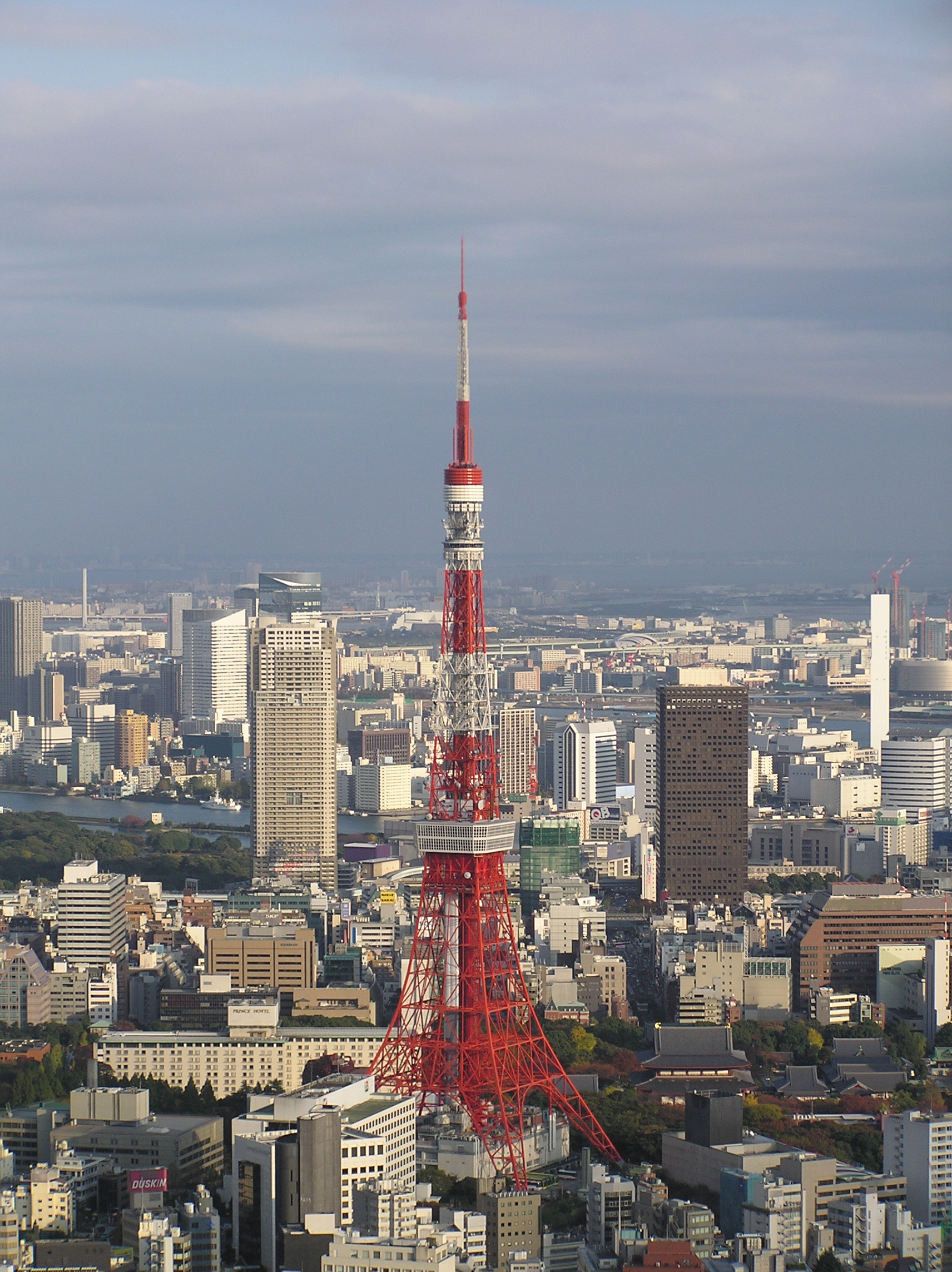
Tokyo Tower in Japan

Ein Luftfahrthindernis ist ein Objekt, das durch seine Höhe ein Hindernis für den Luftverkehr darstellt. Hindernisse können neben Bauwerken auch Fahrzeuge, Personen, natürlicher Bewuchs wie Bäume etc. oder sogar Luftfahrzeuge sein, sofern sie sich am Flugplatz selber oder im näheren Flugplatzumfeld befinden.

## Beispiele
Beispiele sind Freileitungen und Hochhäuser vor allem in Flugplatznähe sowie Fernmeldetürme, hohe Schornsteine, Kräne und Windenergieanlagen. Problematische Hindernisse sind auch einzelne Bäume, Baumgruppen und Wälder sowie auch Sträucher, sofern sie die Flächen des Bauschutzbereiches durchdringen.

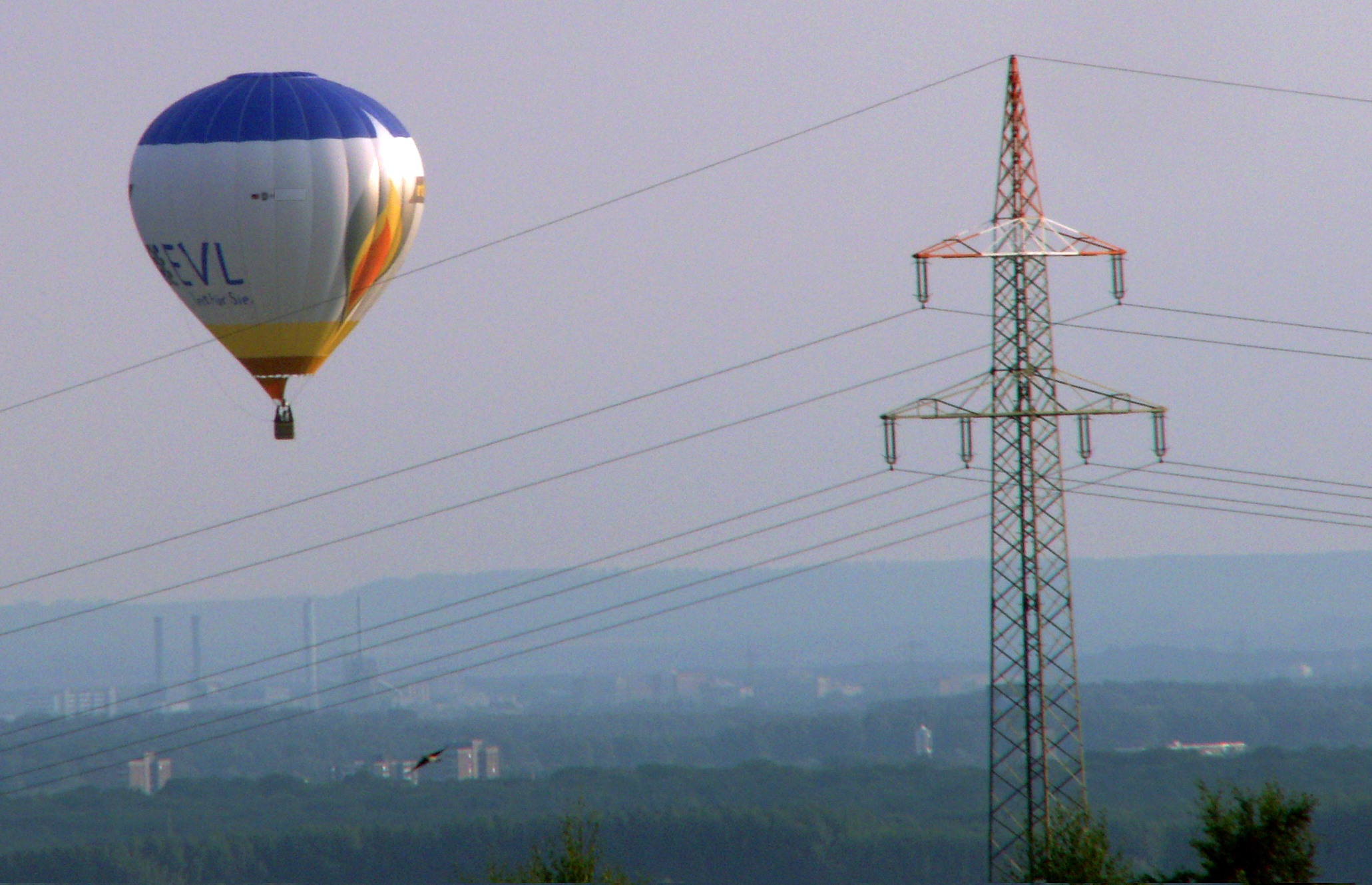
Eine Freileitung stellt z. B. für einen Heißluftballon ein Luftfahrthindernis dar

## Hinderniserfassung
Eine Hinderniserfassung findet bei IFR-Flugplätzen alle 4 Jahre statt. Dazu wird der Flugplatz in einer Höhe von etwa 3.000 m überflogen und dabei mit einer Spezialkamera Bilder gemacht. So kann man anhand der Stereogrammetrie die genaue Höhe von verschiedenen Hindernissen auswerten. Diese Befliegung ist nur in der Begrünungsphase der Bäume und bei klarem Himmel möglich, da nur dann der wichtige Schattenwurf zur Auswertung vorliegt.

## Definition
Gemäß Anhang 14 des Abkommens über die internationale Zivilluftfahrt (Chicagoer Abkommen) gilt folgende Definition (zumindest für Luftfahrthindernisse in Flugplatznähe):
„Alle festen (zeitweilig oder ständig vorhandenen) und alle beweglichen Objekte oder Teile davon, die sich auf einer für die Bodenbewegungen von Luftfahrzeugen bestimmten Fläche befinden oder über eine festgelegte Fläche hinausragen, die zum Schutz von Luftfahrzeugen im Flug bestimmt ist.“
In Deutschland gibt es eine eigene Definition von Hindernissen, festgelegt in den jeweiligen Richtlinien des BMVBS. Geregelt wird das von der deutschen Hindernisrichtlinie NfL I 328/01 „Hindernisfreiheit an Flugplätzen mit Instrumentenflugbetrieb“. Für Flugplätze ohne IFR-Verkehr ist die Hindernisrichtlinie NfL I 92/13 „Gemeinsame Grundsätze des Bundes und der Länder für die Anlage und den Betrieb von Flugplätzen für Flugzeuge im Sichtflugbetrieb“ (ersetzt die veraltete NfL I 327/01 „Anlage und Betrieb von Flugplätzen mit Sichtflugverkehr“) zuständig.

## Meldepflicht
In Deutschland müssen Bauwerke mit einer Höhe von mehr als 100 m über Grund, in besonders exponierten Lagen mehr als 30 m, durch die Bauaufsichtsbehörde an die Luftfahrtbehörde gemeldet werden. Die wiederum muss eine Stellungnahme der Deutschen Flugsicherung (DFS) gemäß § 31 LuftVG einholen, sofern das Hindernis die Flächen des vorhandenen Bauschutzbereiches § 12 LuftVG oder § 17 LuftVG in Verb. mit § 18 LuftVG durchdringt. Hindernisse höher 100 m über Grund müssen generell der DFS vorgelegt werden. An diese Stellungnahme ist die zuständige Landesluftfahrtbehörde zwar nicht gebunden, aber sie wird sich meistens an die Stellungnahme der DFS halten und das Hindernis zulassen, eventuell mit Auflagen versehen zulassen oder ablehnen. Die DFS trägt das relevante Hindernis in das zuständige Luftfahrthandbuch AIP ein. Ob eine Kennzeichnung notwendig ist, ist ebenfalls von der Stellungnahme der DFS abhängig.
Flugplatzaffine Hindernisse werden in der Hindernistyp A-Karte AOC (aerodrome obstacle chart) in der AIP dargestellt.
In Österreich regelt § 91 Luftfahrtgesetz die Anzeigepflicht. Zur Errichtung oder Erweiterung eines Luftfahrthindernisses
außerhalb von Sicherheitszonen ist eine Ausnahmebewilligung erforderlich. Die Errichtung oder Erweiterung eines Luftfahrthindernisses ist der zuständigen Luftfahrtbehörde mindestens zwei Monate vor der geplanten Errichtung anzuzeigen. Diese entscheidet, ob das Vorhaben einer Ausnahmebewilligung bedarf.

## Kennzeichnung
Außerhalb der Bauschutzbereiche (§ 12 und § 17 LuftVG) sind in Deutschland Bauwerke mit einer Höhe von mehr als 100 m über Grund, bzw. in dicht besiedelten Gebieten und Städten mehr als 150 m zu markieren. Die Anforderungen sind in der Allgemeinen Verwaltungsvorschrift zur Kennzeichnung von Luftfahrthindernissen geregelt. Im Einzelfall sind auch Hindernisse ab 20 m Höhe wie z. B. Freileitungen oder Seilbahnen kennzeichnungspflichtig. (Zur Kennzeichnung von Freileitungen siehe auch Kabelkappsystem#Kennzeichnung von Hindernissen.)
Für Österreich gilt die Regelung, dass der Eigentümer eines Luftfahrthindernisses verpflichtet ist, dieses auf seine Kosten zu kennzeichnen. Dies gilt auch für die laufende Instandhaltung und die allfällige Beseitigung der Kennzeichnungen. Hindernisse müssen gemäß österreichischer Zivilflugplatz-Verordnung mit rot-weißen Streifen oder Schachbrettmustern gekennzeichnet sein, sofern sie nicht durch ihre Gestalt und durch den Kontrast gegen den Hintergrund deutlich erkennbar sind. Verspannte Seile und Drähte müssen mit orangefarbenen Warnkörpern gekennzeichnet sein.

### Tagesmarkierung

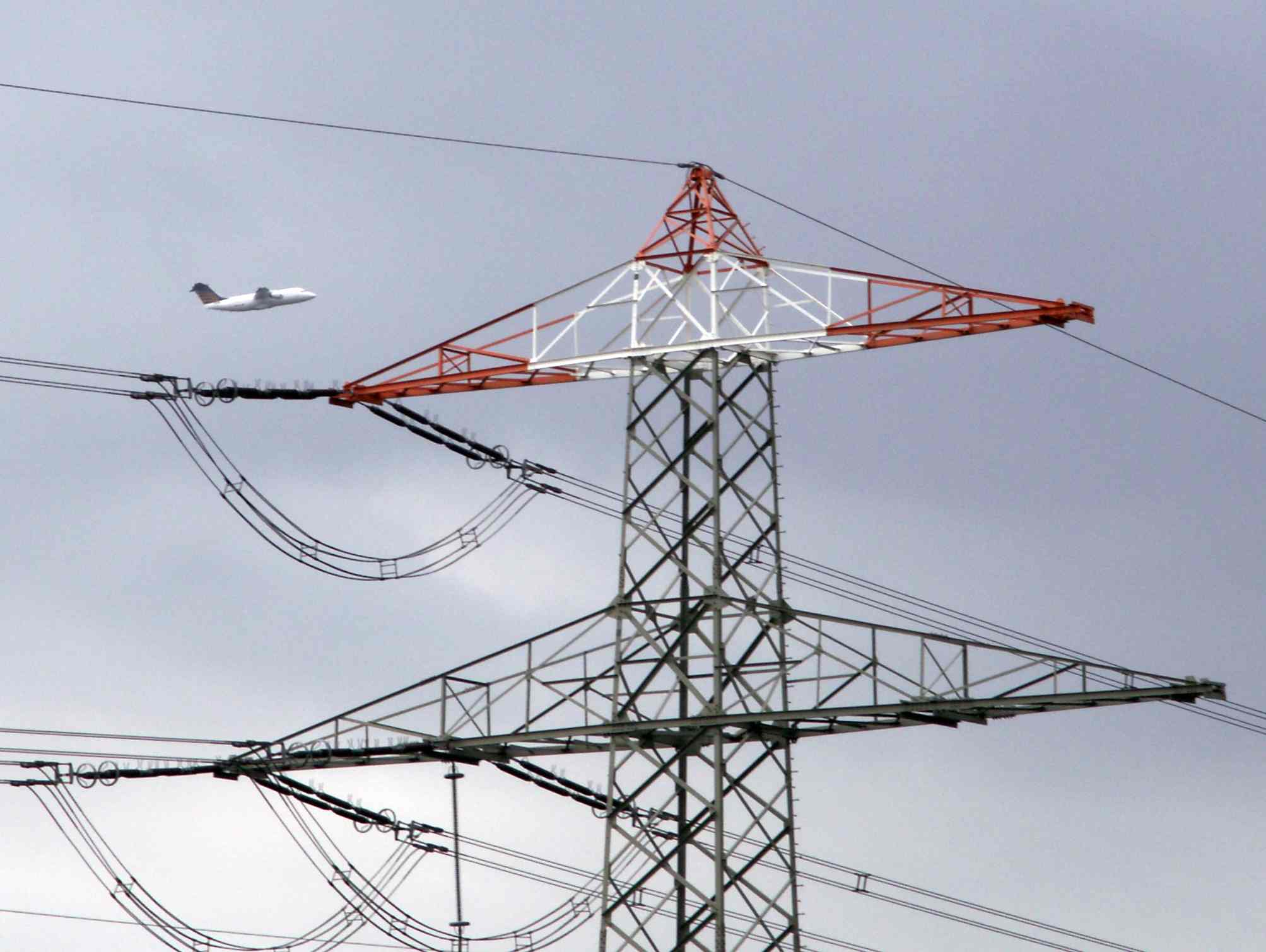
Rot-weiß gestrichener Freileitungsmast am Flughafen Düsseldorf

Die Tagesmarkierung für flächige Hindernisse erfolgt durch Farbauftrag in Kennzeichnungsfarben. Bei Bauwerken, die nur teilweise ein zu kennzeichnendes Luftfahrthindernis darstellen, muss zumindest das obere Drittel gekennzeichnet werden. In anderen Ländern ist ein rot-weißer Warnanstrich üblich. Weiß blitzende oder weiß blinkende Tagesfeuer können abhängig von der Hindernissituation ergänzend zur Tagesmarkierung gefordert werden, wenn dies für die sichere Durchführung des Luftverkehrs als notwendig erachtet wird.
| width:20 | width:20 | width:20 | width:20 | verkehrsorange (RAL 2009) in Verbindung mit verkehrsweiß (RAL 9016)                                          |
|          | width:20 | width:20 | width:20 | verkehrsrot (RAL 3020) in Verbindung mit grauweiß (RAL 9002), achatgrau (RAL 7038) oder lichtgrau (RAL 7035) |
| width:20 | width:20 | width:20 | width:20 | verkehrsorange (RAL 2009)                                                                                    |
| width:20 | width:20 | width:20 | width:20 | verkehrsrot (RAL 3020)                                                                                       |

### Nachtkennzeichnung

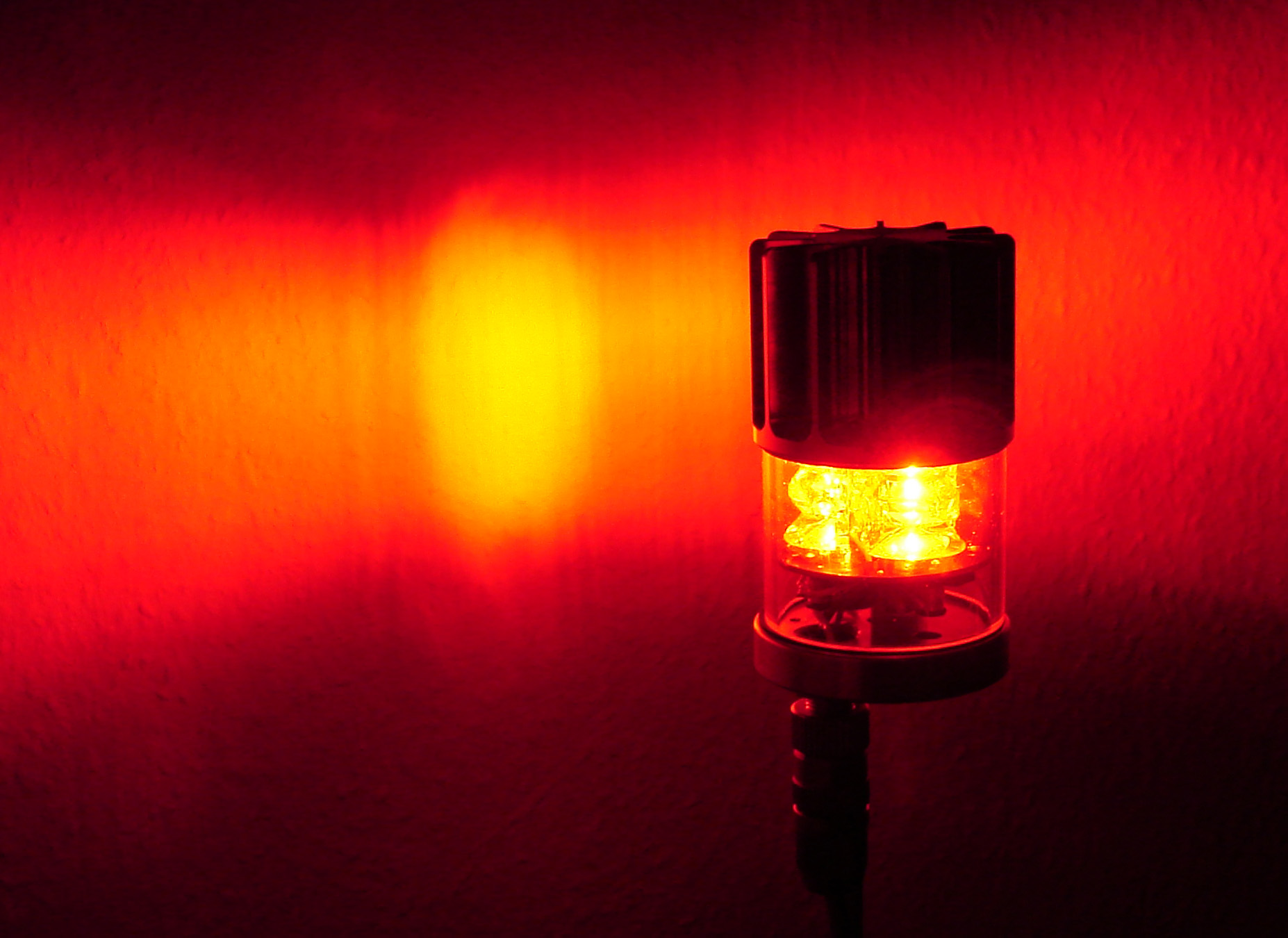
LED Hindernisfeuer für die Nachtkennzeichnung

Nachts müssen Hindernisfeuer (rotes Licht mit einer Lichtstärke von mindestens 10 cd in allen Richtungen) installiert sein. Hindernisse, die durch ihre Lage oder Ausdehnung eine besondere Gefährdung für die Sicherheit der Luftfahrt verursachen könnten, müssen anstelle oder in Ergänzung der Hindernisfeuer mit Gefahrenfeuern (rotes Blinklicht, 20 bis 60 mal pro Minute mit einer Lichtstärke von mindestens 2000 cd) befeuert sein.